# Нурпейсова, Гульжанар Молдакеримовна
ЭГульжанар Молдакеримовна Нурпейсова (каз. Гүлжанар Молдакерімқызы Нұрпейісова; 11 октября 1962; Райымбекский район, Алматинская область, СССР) — казахстанский школьный педагог, учитель КГУ «Специальная школа-интернат № 4», город Алматы. Герой Труда Казахстана (2024).

## Биография
Родилась 11 октября 1962 года в селе Какпак Алматинской области. В 1979 году окончила среднюю школу и поступила на физико-математический факультет Казахского государственного женского педагогического института. В 1983 году окончила институт по специальности «учитель математики».
Педагогическую трудовую деятельность начал в 1983 году учителем математики в школе села Какпак. 
С 1983 по 1995 год — Учитель математики в средней школе села Какпак.
С 1995 по 1999 год — Учитель математики в школе-гимназии №139 в городе Алматы. С 1999 года работает в специальной школе-интернате №4 для слабовидящих и слепых детей имени Н. Островского.

## Педагогическая деятельность
Нурпейсова Г.М. является адаптером учебников с рельефно-точечным и увеличенным шрифтом для детей с нарушением зрения. В 2017 году занималась адаптацией учебника по математике для 5 класса, в 2020 году адаптировала учебники по алгебре и геометрии для 7 класса, в 2021 году — учебник по математике для 6 класса, в 2022 году — учебники по алгебре и геометрии для 8-9 классов, а в 2023 году — учебники по алгебре и геометрии.
За годы работы в школе-интернате зарекомендовала себя как опытный педагог, освоивший методику работы с детьми с тяжелой патологией зрения, применяет индивидуальный подход в обучении.
Общий педагогический стаж — 41 года. Педагог-эксперт.

## Награды
- 2024 (22 октября) — Звание «Қазақстанның Еңбек Ері» (Герой Труда Казахстана) с вручением знака особого отличия Золотой звезды (Алтын жұлдыз) и ордена «Отан» — за выдающиеся достижения в социально-гуманитарном развитии Республики Казахстан;[1][2]
- 2024 (18 сентября) — Медаль МП РК «Ыбырай Алтынсарин» — за особые заслуги в области просвещения и педагогической науки.;[3]